# Cydistomyia teloides
Cydistomyia teloides är en tvåvingeart som beskrevs av M. Josephine Mackerras 1971. Cydistomyia teloides ingår i släktet Cydistomyia och familjen bromsar. Inga underarter finns listade i Catalogue of Life.